# Europeiska arbetsmiljöbyrån

Europeiska arbetsmiljöbyrån (förkortat EU-Osha, av engelskans European Occupational Safety and Health Agency) upprättades 1994 i Bilbao i Spanien. Dess uppdrag är ”att göra Europas arbetsplatser säkrare, hälsosammare och mer produktiva. [...] [Detta åstadkoms] genom att sammanföra och sprida kunskap och information för att verka för en arbetskultur där man förebygger risker.”

## Webbplats
- osha.europa.eu
- EU:s hälsoportal – På jobbet